# Dinetus vanharteni
Dinetus vanharteni (лат.) — вид песочных ос (Crabronidae) рода Dinetus из подсемейства Dinetinae (ранее в Astatinae).  ОАЭ (Аравийский полуостров). Назван в честь van Harten, коллектора типовой серии.

## Описание
Мелкие осы (около 5 мм) чёрного цвета с жёлтыми отметинами. Для D. vanharteni характерно наличие длинных прямостоячих щетинок на щитке и мезоплеврах, отсутствие длинных щетинок на голове; преимущественно жёлтая мезосома с чёрным щитком и чёрным дорсальным участком проподеума; мезосома (кроме проподеума) густо покрыта прижатым серебристым опушением, часто маскирующим скульптуру, вертикальный наружный край субкубитальной ячейки (cu) параллелен нервулусу (cu-a), светло-коричневое брюшко с широкими полосами цвета слоновой кости на тергитах. От D. psammophilus он отличается преимущественно чёрной оболочкой проподеума и светло-коричневым I тергитом с боковыми пятнами цвета слоновой кости (бледно-желтыми у D. psammophilus). Глаза не соприкасаются друг с другом, но соприкасаются с основанием мандибул. Жвалы с выемкой внизу. В передних крыльях 2 субмаргинальные ячейки. Предположительно, как и другие близкие виды своего рода охотится на клопов (Heteroptera) или цикадок (Cicadinea), которых запасают для своего потомства в земляных гнёздах. Вид был впервые описан в 2021 году немецким гименоптерологом Hans-Joachim Jacobs (Senckenberg Deutsches Entomologisches Institut, Мюнхеберг, Германия).